# Armina tigrina
La armina tigre (Armina tigrina Rafinesque, 1814) è un mollusco nudibranchio appartenente alla famiglia Arminidae.

## Descrizione
Corpo di colore da bruno a nero, con fino a 40 strisce in rilievo di colore chiaro, bianco rosa, ondulate. Fino a 10 centimetri.

## Biologia
Si nutre principalmente di octocoralli.

## Distribuzione e habitat
Molto rara, vive su fondali fangosi o sabbiosi fino a 50 metri di profondità.